# Sântămăria-Orlea
Sântămăria-Orlea – wieś w Rumunii, w okręgu Hunedoara, w gminie Sântămăria-Orlea. W 2011 roku liczyła 769 mieszkańców.